# Mademoiselle Saint-Val cadette
Mademoiselle Saint-Val cadette, död 1836, var en fransk skådespelare. 
Hon var engagerad vid Comédie-Française i Paris mellan 1772 och 1792. 
Hon var en främst tragedienne. 